# Ravanhatta

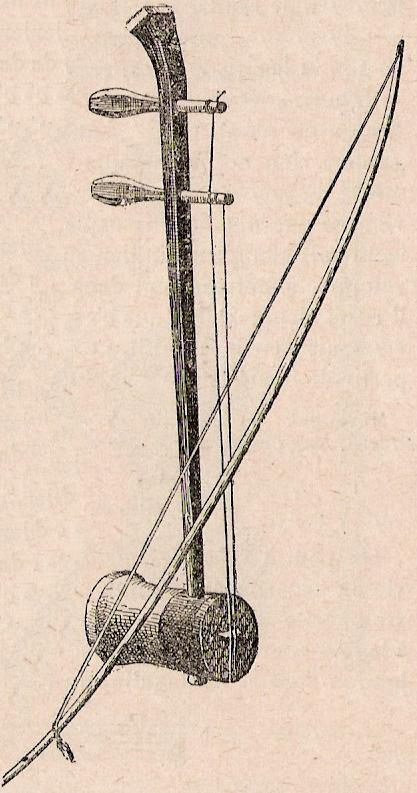
Gravure du XIXe siècle montrant un ravanastron.

Le ravanhatta ou ravanastron est une vièle rustique indienne considérée comme l'ancêtre le plus primitif du violon et du rabâb. Selon la légende, il aurait été inventé en 3 000 avant notre ère par Ravana, roi de Ceylan.

## Lutherie
Il est constitué de deux cordes en boyau de gazelle accordées à la quinte, un chevalet, une caisse de résonance en noix de coco, un manche en bois, des chevilles et un archet en bambou ; celui-ci est percé au talon d'un trou dans lequel passe la mèche arrêtée par un nœud et à la pointe, c'est dans une fente que vient se fixer, par un nœud également, l'autre bout de la mèche. Il est ainsi courbé comme un arc (à la différence de l'archet moderne). On note la position particulière de l'archet : celui-ci est bloqué par la mèche entre les deux cordes, et l'on frotte l'une ou l'autre de celles-ci selon que l'on met l'archet vers l'avant ou vers l'arrière.

## Jeu
Cet instrument est très joué dans le folklore du Rajasthan et par les musiciens itinérants. Il se joue souvent debout, tenu contre la poitrine, en même temps que le musicien chante. Il est parfois accompagné des castagnettes indiennes kartal.